# باتريسيا رودريغز
باتريسيا يورينا رودريغيز ألونسو (بالإسبانية: Patricia Yurena Rodríguez Alonso)‏ ممثلة وعارضة وملكة جمال إسبانية ولدت في يوم 6 مارس 1990 في مدينة سانتا كروث دي تينيريفه في جزر الكناري في إسبانيا وهي ملكة جمال إسبانيا لسنة 2013 وكانت من أفضل 15 متسابقة في 2008 و مثلت إسبانيا في مسابقة ملكة جمال الكون 2013 في موسكو في روسيا وإحتلت مركز الوصيفة الأولى بعد الفنزويلية غابرييلا إسلر، باتريسيا رودريغز هي أول ملكة جمال اسبانية تعلن أنها مثلية جنسياً.

## روابط خارجية
- باتريسيا رودريغز على موقع IMDb (الإنجليزية)
- باتريسيا رودريغز على موقع دليل عارضات الأزياء (الإنجليزية)